# Union des étudiants de la Communauté française
L'Union des étudiants de la Communauté française (Unécof) est une ASBL reconnue comme « Organisation de Jeunesse » (OJ) par la Communauté française. Elle fut également reconnue jusqu'en mars 2019 comme « Organisation Représentative Communautaire » (ORC), aux côtés de la Fédération des étudiants francophones, ce qui lui permettait d'être reconnue comme interlocuteur officiel et « porte-parole » des étudiants de l'Enseignement supérieur auprès des différents pouvoirs publics et académiques. Le 14 mars 2019, l'Unécof annonce ne plus représenter assez d'étudiants que pour rester une ORC.
L'Unécof a pour tâches principales d'aider les étudiants de l'enseignement supérieur (inscription, allocations d'études, recours…), d'aider les Conseils Etudiants, de former les étudiants à différents enjeux et thématiques liés à l'enseignement supérieur (campagne sur l'enseignement inclusif en 2018), et de les représenter devant les autorités académiques et politiques.

## Histoire
Les Étudiants Administrateurs de l'Université libre de Bruxelles (BEA - ULB), le Conseil des Étudiants de la Haute École Francisco Ferrer et le Conseil des Étudiants de la Haute École Robert Schuman ont fondé l'Unécof le 17 décembre 1996. Ceux-ci trouvaient normal que les étudiants de l'Enseignement supérieur en Communauté française aient le choix de leur représentation communautaire, surtout quand celle-ci n'était pas vraiment homogène.
L'Unécof se bat alors pour être un porte-parole du monde étudiant dans toute sa diversité. Les premiers statuts de l'ASBL sont publiés en 1997 et elle obtient peu après sa reconnaissance par la Communauté française comme organisation de jeunesse. En 1999, elle obtient sa reconnaissance d'Organisation Représentative d'étudiants de l'Enseignement supérieur. Le dernier renouvellement du statut d'ORC prit fin en 2019.

### Président
- 2018 - : Morgane Justens[4]
- 2017 - 2018 : Olivier Coppens[5]
- 2016 - 2017 : Opaline Meunier
- 2015 - 2016 : Julien Brassart
- 2014 - 2015 : Corentin Eubelen
- 2013 - 2014 : Rémi Belin
- 2012 - 2013 : Jonathan Cransfeld[6] (mandat « faisant fonction » et mandat de plein exercice)

## Fonctionnement de l'Unécof
L'Unécof est composée sous la forme juridique d'une association sans but lucratif (asbl).

### Le Conseil d'administration
Composé de 3 administrateurs au minimum, le Conseil détient les pouvoirs les plus étendus pour accomplir les actes d'administration et de gestion de l'association. De plus, il arrête les positions de l'association qui doivent se prendre dans l'urgence ou qui sont tributaires de l'actualité.

### Le staff
Présent à Bruxelles (13, rue du Congrès) et à Namur (98, rue Nanon), il est composé de « permanents » (c'est-à-dire des professionnels rémunérés par des subsides accordés à l'ASBL). Son rôle est de soutenir les étudiants et les informer toute l'année sur l'ensemble des problématiques les concernant.